# Philodendron steyermarkii
Philodendron steyermarkii är en kallaväxtart som beskrevs av George Sydney Bunting. Philodendron steyermarkii ingår i släktet Philodendron och familjen kallaväxter. Inga underarter finns listade.